# 荒谷望誉
荒谷 望誉（あらや のぶたか、1968年3月7日 - ）は、神奈川県茅ヶ崎市出身で九重部屋所属の元大相撲力士、全日本プロレス所属の元男性プロレスラー。大相撲時代の四股名及び本名は荒谷 信孝（あらや のぶたか）。選手生活晩年は渕正信、菊タローらと会場を暖める試合を展開し、哀愁を感じさせる貴重な選手だった。

## 経歴
中学校卒業後すぐに大相撲の九重部屋に入門して、1983年3月場所に15歳で初土俵を踏む。序二段まで昇進したが、1985年7月場所限りで廃業してプロレスラーに転向する。1992年にオリエンタルプロレスに入門するが、団体の経営難に伴い離脱した後、レスリング・ユニオン傘下のIWA流山に移籍しエースとして活動するが、こちらも経営難により離脱。
その後、W★INGプロモーションにフリーで参戦した後、1994年にIWAジャパンに入団。エースとして期待されるが不本意な試合が続き、苦悩の日々が続くが、後楽園ホールでの興行においてバルコニーからダイビングをしてブレイクの兆しを見せるものの、わずか9か月で団体を離脱。
その後フリーになり、1995年6月に天龍源一郎率いるWARに参加。次期エース候補として活躍する。1998年1月14日、日本J1選手権争奪トーナメント決勝で天龍に敗れるも、天龍より次期エースのお墨付きを受け、同年2月が天龍がフリーとなったことからエースに昇格する。しかし同年秋、九重部屋時代に付き人を勤めたこともある安田忠夫とのシングルマッチで勝利するも首を負傷し、ファイトに精彩を欠くようになる。
2000年、全日本プロレスにWAR軍として参戦し、同年10月に正式入団。
2002年4月、嵐とのタッグでアジアタッグ王座を獲得。3度防衛し、嵐の世界タッグ王座奪取を機に返上。この時にリングネームを本名から荒谷 望誉（読みは同じ）に改名。嵐が自分の許可無くベルト返上したという文句をつけ、抗争を始めるも返り討ちに合う。
2003年7月28日から試合を長期欠場し肉体改造（ダイエット）を行なう。約3か月間で20kg減の105kgまで体重を落として復帰し、2004年に行われたチャンピオン・カーニバルでは小島聡を破った。
2004年末、平井伸和と世界最強タッグ決定リーグ戦に出場するも、全敗。翌年1月3日、渕正信の提案で同じくリーグ戦全敗の本間朋晃・諏訪間幸平組と対戦し、敗北。渕から「圏外タッグ」の称号を与えられた。なお、この頃から着用していた「圏外Tシャツ」は、一般販売してかなりの売れ行きであった。
「圏外」となり吹っ切れたのか、それ以降はコミカルな試合を展開し人気者に。菊タローの参戦もあって、前座での地位を不動のものにした。
2007年5月には、なりゆきでメキシコ・アミーゴスに加入。やけに小さいアミーゴスTシャツとルチャリブレらしい覆面を与えられ、セコンドについたり試合に参加するも、メンバーからは常に無視をされている。6月に行われた武藤祭では、ムトーランブルの試合でスキンヘッドになって登場した。菊タローには『出所おめでとうございます』と突っ込まれた。
2007年8月、プロレスサミットにてDDT EXTREME級選手権試合（DDT所有王座）に挑戦し第4代王者に君臨した。同じ日に両国大会も組まれており、前座で「カラダよろこぶ体操」を披露する大車輪の仕事量であった。
2007年10月シリーズではアブドーラ・ザ・ブッチャーとのタッグで試合をした（最終戦は除く）。試合では常に荒谷が勝利するなど絶好調。調子に乗ったのかブッチャーとの世界最強タッグリーグ戦出場を狙ったが、ブッチャーは鈴木みのるとの出場を決めたため、願いは叶わずに終わるしかし最強タッグに関しては大鷲透とのタッグで出場。そのあと同年12月29日のプロレスリング・エルドラドの後楽園大会で大鷲率いるユニット『猛獣惑星（アニマルプラネッツ）』に電撃加入した。
2008年5月13日よりボノちゃん、よしえちゃんと共にあーちゃんとしてハッスルに参戦。ボノちゃん部屋の一員としてデビュー戦するがルールがあまり分かっていない上に試合にも敗れ、天龍源一郎に『ふざけんな、この野郎！中途半端なことをやってるとヤキ入れるぞ』とマイクを投げつけられた。5月24日の試合でもタッグ戦で天龍＆RGと戦うがまた敗れ、天龍から『昔、お前にスリーミリオン使ったんだ。ちっとも成長してないな。涙が出るよ』と生々しい発言をされてまたマイクを投げつけられた。
なお、全日本での2008年は前座で毎回のように渕の首固めに敗れている。
2009年5月11日、引退を表明。
同年7月26日、デビュー戦と同じ日に引退試合。試合はいつものように前座戦線の第一試合で、菊タローと組んで渕正信、TAKAみちのく組と激突。この試合で串刺し攻撃失敗回数が5000回を記録。そして試合はいつも渕にかけられている首固めを今度は渕に掛け返しフォール勝ち、最後まで荒谷らしいプロレスリングを行った。
引退後は電気工事会社に勤務しているが、金属アレルギーが出るようになってしまったため、手の皮膚がボロボロになっているという。2011年5月15日の全日本プロレス・後楽園ホール大会に久々に姿を見せ曙・浜亮太組のセコンドについたことから現役復帰説も流れたが、本人は「講道館で行われた娘の柔道大会を見に行ったついでに挨拶に寄ったら曙に捕まっただけ」と語り復帰の可能性を否定している。
2013年10月27日の全日本プロレス両国国技館大会で限定復帰している。

## 大相撲時代の主な成績
- 通算成績：40勝51敗7休 勝率.440
- 序二段成績：15勝27敗7休 勝率.357
- 現役在位：15場所
- 序二段在位：7場所

### 場所別成績
| | 一月場所 初場所（東京） | 三月場所 春場所（大阪） | 五月場所 夏場所（東京） | 七月場所 名古屋場所（愛知） | 九月場所 秋場所（東京） | 十一月場所 九州場所（福岡） |
| --- | ----------------------- | ----------------------- | ----------------------- | --------------------------- | ----------------------- | --------------------------- |
| 1983年 （昭和58年） | x                       | （前相撲）              | 東序ノ口40枚目 2–5      | 東序ノ口37枚目 4–3          | 西序ノ口7枚目 3–4       | 東序ノ口18枚目 3–4          |
| 1984年 （昭和59年） | 西序ノ口19枚目 4–3      | 西序二段121枚目 3–4     | 西序二段128枚目 2–5     | 西序ノ口16枚目 4–3          | 西序二段128枚目 1–6     | 東序ノ口18枚目 5–2          |
| 1985年 （昭和60年） | 西序二段108枚目 3–4     | 西序二段120枚目 5–2     | 東序二段88枚目 1–6      | 東序二段124枚目 引退 0–0–7  | x                       | x                           |
| 各欄の数字は、「勝ち-負け-休場」を示す。 優勝 引退 休場 十両 幕下 三賞：敢=敢闘賞、殊=殊勲賞、技=技能賞 その他：★=金星 番付階級：幕内 - 十両 - 幕下 - 三段目 - 序二段 - 序ノ口 幕内序列：横綱 - 大関 - 関脇 - 小結 - 前頭（「#数字」は各位内の序列） |                         |                         |                         |                             |                         |                             |

## タイトル歴
- CAWFカンナムタッグ王座（パートナーは奥村茂雄）
- CAWF世界タッグ王座（パートナーは奥村茂雄）
- アジアタッグ王座
  - 第71代（パートナーは嵐）
- WAR世界6人タッグ王座
  - 第2代（パートナーは天龍源一郎、ウルティモ・ドラゴン）
  - 第6代（パートナーは北原光騎、嵐）
  - 第14代（パートナーは北原光騎、ランス・ストーム）
- DDT EXTREME級王座
  - 第4代

## 得意技
ムーンサルトプレス
荒谷の奥の手であり最大の必殺技。オリプロ時代に参戦していたW★INGにて、当時W★INGの常連外国人選手であったクラッシュ・ザ・ターミネーターことビル・デモットに伝授された。そのため、体格の割りに飛距離もフォームも見事で、飛距離においては渕正信をも驚かせた。荒谷のそれは、腕を上に伸ばさずに自らの腰の辺りに添えている。また、荒谷のムーンサルトが成功すると「ムササビが舞った!!」という実況が入る。
ラリアット
体格を活かした一撃を見舞う。ダイエット直後はスピードもあり必殺技として機能したが、後年は助走の短いショートレンジ式が多い。串刺し式なども使用するが、コメディターンしてからはたまに成功する程度となった。
一時期、小島に敵意を燃やしていたことがある。
垂直落下式ブレーンバスター
最も使用されるフィニッシュ・ホールド。
バイバレー
ハーフネルソンの状態からリバース腰投げで相手を横または後方に投げ捨てる。相手のラリアットやエルボーをキャッチして投げることもある。晩年はあまり使わなくなった。
カンチョー
腰に持病を抱える渕に対して使用したところ、とても痛がったため頻繁に使うようになる。

## 試合でのムーブ
- 味方にラリアットが誤爆。
- コーナーへの串刺しラリアットの失敗。味方が相次いで成功するのに、荒谷だけが蹴り返される。
- 味方の菊タローに股間を蹴られて痛がる。
- 菊タローにコーナーに登るよう指示され、ほっとかれる。
- 味方の菊タローから殴る蹴るの暴行を受ける。
- 間違えてレフェリーにカンチョーまたは金的蹴り。
- メキシコ・アミーゴスのムーブに絡もうとするも無視される。

## 入場曲
- 「天才バカボン」（アイドル・フォー）
- 「SHADOWS AND DUST」（ARCH ENEMY）（旧入場曲）

## 退場曲
- 「元祖天才バカボンの春」（こおろぎ'73、コロムビアゆりかご会）[7]
- 「ロッキー」 荒谷が昔の荒谷らしい試合をしたり、次の試合に何かある時にだけ使用される勝利の曲。

## 人柄
- 酒好きであり、ニックネームの「湘南酔虎伝」は実生活からである。
- 明るくひょうきんで天然ボケな性格のため、家族やレスラー仲間を困惑させた。
- 小島聡を「小島さん」と呼び、小島も荒谷を「荒谷さん」と呼んだ。これは小島の方がプロレスラーとして先輩ではあるが、年齢は荒谷が上だったこともある。
- 花屋のスポンサーを獲得したこともあり、さらに2007年12月にはつぼ八をコスチュームに加える。12月9日の大阪大会では『荒谷つぼ八』とコールされた。
- 体重を詐称し、ジュニアヘビー級のバトルロイヤルに出場したこともある。
- ダイエット後のスリムな体型は長続きせず、リバウンドして120kgに戻ってしまった。
- 菊タローとのタッグは「バカ兄弟」と呼ばれた。
- 娘の小学校に、愛犬（すこし）の散歩をしていた際に学校関係者から不審者扱いされ、その日小学校は「不審者が出た」という理由で集団下校させている。
- 一時期メキシコにルチャ修行をしていたが、参戦していたその年の地元のルチャ雑誌にてワースト外国人レスラーという名誉を戴く（論外談）。
- 荒谷の作るちゃんこ鍋は美味しいと評判で、さらに具の並べ方も綺麗に飾られている。「週刊プロレス」の「ちゃんこ鍋」特集では、塩つみれちゃんこを誌上で披露した。
- バトルロイヤルでは最後まで残ることが多かったが、大抵負けてしまっている。

## 哀愁
前座に起用されるようになり、そのダメっぷりで観客の失笑を誘うようになった荒谷。さる2006年晩秋の後楽園大会。菊タローから最強タッグへの出場を打診されるも、裏切られ股間を蹴られる。リング上でうずくまる荒谷の姿に観客は哀愁を感じた。会場には切ない曲が流れ、なんともいえない雰囲気が会場を包んだ。
地方会場でも渕や菊タローにもてあそばれ、リングにひとり取り残されることが多い。2007年2月17日の両国大会前にリキシから「8流レスラーの荒谷なんかと組めない」とタッグ結成を拒絶される。代理でジョニー・ダンという金髪の男が出場した（荒谷の大相撲時代の最高位序二段のもじり）ものの、顔や試合の呆気なさは完全に荒谷だった。曙から64でやはり呆気なくフォールを取られたため、試合後リキシが激怒し、必殺技スティンク・フェイスを喰らう破目になった。全日本プロレスの特別興行では女子プロレスラーの華名からも拒絶され、強烈な張り手を喰らい、鼻血を出したこともある。
他団体からベルトを狙う挑戦者が現れた場合、門番的な役割としてシングルマッチを行っていたが、その大半にあっけなく敗れ去っている。高山善廣との試合ではわずか53秒で敗れた。